# كأس العالم 1982

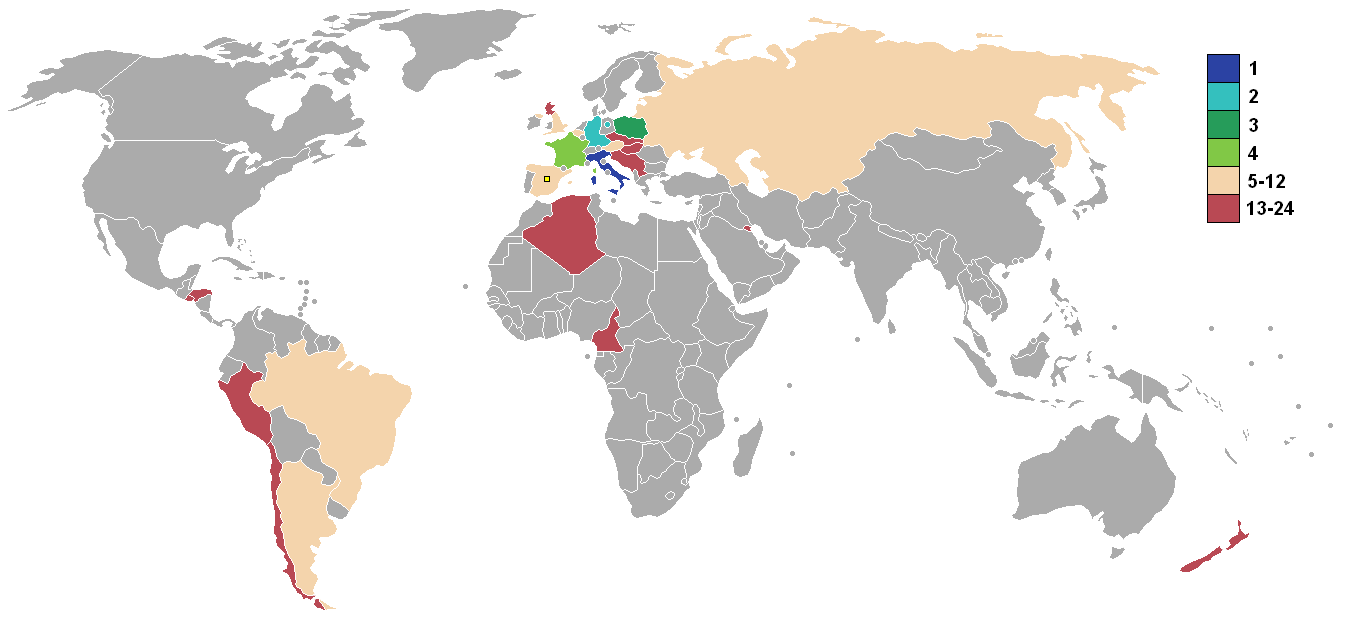
الفرق المتأهلة.

أقيمت بطولة كأس العالم لكرة القدم 1982 وهي البطولة رقم 12 في تاريخ بطولات كأس العالم لكرة القدم في إسبانيا في الفترة من 13 يونيو وحتى 11 يوليو، فتم اختيار إسبانيا لاحتضان البطولة بعد انسحاب ألمانيا التي استضافت منافسات بطولة كأس العالم لكرة القدم 1974. شهدت البطولة مشاركة أول فريق عربي آسيوي وهو منتخب الكويت وشهد مشاركة منتخب الجزائر لأول مرة في تاريخها، وعادت إنجلترا لبطولات العالم بعد غياب دام 12 عاماً وتحديداً من بطولة كأس العالم 1970، بينما غاب وصيفة النسختين الماضيتين هولندا عن المشاركة. بداية البطولة كانت الشكوك تحوم حول انسحاب محتمل لمنتخبات انجلترا واسكتلندا وأيرلندا الشمالية من البطولة بسبب حرب الفوكلاند بينها وبين الأرجنتين، لكن الأوضاع هدأت بعض تدخل المسؤولين في الحكومة البريطانية.
تميزت هذه البطولة بالعديد من المباريات المثيرة والممتعة، واعتبرت البطولة من أكثر البطولات إثارة بعد كأس العالم 1970، وكانت هذه هي البطولة الأولى التي تضم 24 فريقاً بدلاً من 16 فريقاً في البطولات الماضية، بعدما أقر الاتحاد الدولي لكرة القدم زيادة المنتخبات المشاركة قبل كأس العالم 1978. فتم تقسيم المنتخبات المشاركة على 6 مجموعات، يتأهل منها أول وثاني كل مجموعة، ليتم تقسيمهم مرة أخرى على 4 مجموعات يتأهل بطل المجموعة إلى الدور ربع النهائي. شهدت البطولة تسجيل أسرع هاتريك في تاريخ كأس العالم لكرة القدم عندما سجل مهاجم منتخب المجر لازلو كيس ثلاثة أهداف في 8 دقائق ضد منتخب السلفادور، في مباراة انتهت بنتيجة 10-1، في لقاء شهد أكثر عدد من الأهداف في تاريخ كأس العالم لكرة القدم.
شهد دور المجموعات مفاجئات عديدة، كان أولها فوز المنتخب الجزائري على منتخب ألمانيا الغربية بنتيجة 2-1 بتوقيع كل من رابح ماجر ولخضر بلومي، وكانت الجزائر قريبة من التأهل للدور المقبل خاصة بعد فوزها على التشيلي بنتيجة 3-2، في المقابل وفي لقاء آخر من نفس المجموعة بين منتخبي ألمانيا الغربية والنمسا، عندما سجل الألمان هدف التقدم وظل الفريقين يتناقلون الكرة، واتفقوا على انهاء نتيجة المباراة على ما هي عليه ليتأهل كل من المنتخين إلى الدور الثاني من البطولة على حساب الجزائر، في مباراة عرفت باسم فضيحة خيخون (بالألمانية: Schande von Gijón). أجبرت تلك الأحداث الاتحاد الدولي لكرة القدم على إقامة آخر مباريات كل مجموعة في نفس التوقيت منعاً لتكرار التلاعب في النتائج. الواقعة الثانية كانت في مباراة الكويت وفرنسا فبعد أن أحرز ألاين غيريسي هدفاً لفرنسا في مرمى الكويت، الذي توقف لاعبوها عن اللعب فجأة التي لم تستكمل اللعب بعد أن سمعوا صافرة اعتقدوا أنها من حكم اللقاء السوفيتي شتوبار، فنزل الشيخ فهد الأحمد الصباح رئيس الاتحاد الكويتي لكرة القدم وشقيق أمير الكويت واحتج على الهدف الذي أحرزه ألاين غيريسي في مرمى الكويت وأمر لاعبيه بمغادرة الملعب، فتم إلغاء الهدف واستكمال المباراة التي انتهت بفوز فرنسا بنتيجة 4-1.
شهدت البطولة مواجهات ممتعة، كان أول بين المنتخب الإيطالي، والمنتخب البرازيلي، حيث استطاعت إيطاليا بطريقتها المعروفة باسم الكاتيناتشو التغلب على أفضل جيل أنجبته البرازيل بعد جيل كأس العالم 1970، بوجود سقراط وزيكو. حيث استطاع المهاجم باولو روسي، والذي خرج من السجن قبيل انطلاقة منافسات البطولة لتورطه بفضيحة تلاعب بالنتائج (تعرف باسم توتونيرو) من تسجيل 3 أهداف، قاد بها منتخب بلاده إلى الفوز بنتيجة 3-2 والتأهل لدور قبل النهائي، في موقعة عرفت باسم مأساة ساريا (بالإيطالية: Tragedia del Sarriá) نسبة إلى ملعب ساريا الذي احتضن اللقاء. ثاني المواجهات الممتعة كان بين منتخب فرنسا ومنتخب ألمانيا في نصف النهائي، والذي انتهتى بالتعادل 3-3، ثم حُسمت بركلات الترجيح لصالح ألمانيا 5-4. وتعتبر تلك المواجهة أول مواجهة يتم الاحتكام بها إلى لركلات الترجيح في كأس العالم، على الرغم من إقرار القانون قبل كأس العالم 1978 التي انتهت جميع مبارياتها في الوقت الأصلي أو الإضافي.
أقيم نهائي كأس العالم لكرة القدم 1982 على ملعب سانتياغو بيرنابيو بالعاصمة الإسبانية مدريد بتاريخ 11 يوليو 1982 وبحضور 90.000 ألف متفرج، بين المنتخب الإيطالي والمنتخب الألماني.
و استطاع المنتخب الإيطالي الفوز بالمباراة بنتيجة 3-1. فبعد انتهاء الشوط الأول بالتعادل السلبي، سجلت إيطاليا 3 أهداف متتالية خلال 24 دقيقة، عبر كل من باولو روسي وماركو تارديلي وأليساندرو ألتوبيلي. ثم قلصت ألمانيا الفارق في وقت مؤخر من اللقاء عن طريق بول برايتنر. وتفوز إيطاليا باللقب الأول لها منذ 5 عقود، والثالث في تاريخها بعد عامي 1934 و1938. ويصبح صاحب إسوأ سجل للمنتخبات الفائزة بلقب كأس العالم حيث لعب سبع مباريات فاز في أربعة وتعادل في ثلاث وبفارق أهداف هو ستة فقط. كذلك أصبح الحارس دينو زوف أكبر لاعب يحقق بطولة كأس العالم، بعد أن رفع اللقب بعمر الأربعين عاما و133 يوما.

## المشاركون
- شارك في هذه البطولة للمرة الأولى كلاً من الجزائر والكاميرون والكويت وهندوراس ونيوزلندا.
- بينما كانت أبرز الغيابات في هذه البطولة لمنتخبات هولندا، المكسيك والسويد.
- كما عاد للمشاركة بعد غياب دام 12 عاماً منتخبات إنجلترا، بلجيكا، تشيكوسلوفاكيا والاتحاد السوفيتي.

## المدن المستضيفة للبطولة
أقيمت البطولة في 14 مدينة:
- أليكانته
- برشلونة
- بلباو
- لاكورونيا
- ألش
- خيخون
- مدريد
- مالقة
- أوفييدو
- إشبيلية
- بلنسية
- بلد الوليد
- فيغو
- سرقسطة

## الأحداث

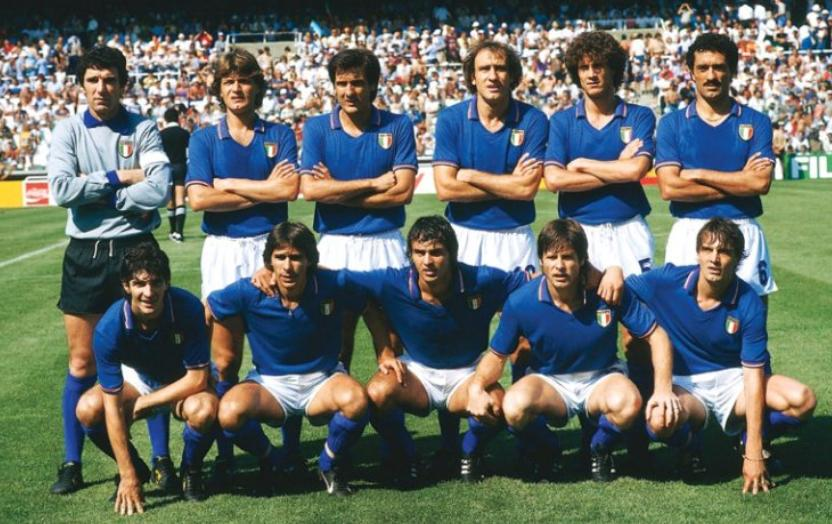
المنتخب الإيطالي

تميزت هذه البطولة بالعديد من المباريات المثيرة والممتعة، واعتبرت البطولة من أكثر البطولات إثارة بعد بطولة عام 1970، وكانت هذه هي البطولة الأولى التي تضم 24 فريقاً بدلاً من 16 فريقاً في البطولات الماضية.
ولكن نظام البطولة اختلف عن كل البطولات التي أقيمت من قبل فقد تم تقسيم الفرق إلى 6 مجموعات من أربع فرق لكل مجموعة بحيث يصعد أول وثاني كل مجموعة إلى الدور الثاني، فيُقسَموا إلى أربع مجموعات كل منها تضم ثلاثة فرق، ويتأهل إلى نصف النهائي أول كل مجموعة، وكانت هذه هي البطولة الوحيدة التي أقيمت بهذا الشكل، وقد جاء قرار الفيفا بزيادة عدد الفرق من 16 إلى 24 فريقاً رغبة منها في إتاحة الفرصة لعدد أكبر من المنتخبات للمشاركة في البطولة.
ظهر أداء الفرق التي صعدت للمرة الأولى بمظهر حسن ولكن الغلبة كانت للأقوى، فعن المجموعة الأولى تأهل منتخبي إيطاليا وبولندا على حساب منتخبي الكاميرون وبيرو.
وشهدت المجموعة الثانية المفاجأة الكبرى عندما فاز منتخب الجزائر على منتخب ألمانيا الغربية بنتيجة 2-1 في إنجاز عالمي ما زال في أذهان الجميع، كما لا يخفى عمن تابع هذه البطولة الواقعة التي حدثت في لقاء منتخبي ألمانيا الغربية والنمسا، عندما أحرز الألمان هدفاً في بداية اللقاء وظلوا يمررون الكرة بعضهم لبعض بقية اللقاء لعلمهم أن هذه النتيجة كفيلة بصعودهم إلى الدور الثاني من البطولة على حساب الجزائر، لذلك كان لزاماً على الاتحاد الدولي لكرة القدم أخذ هذه المباراة في الاعتبار وعدم تكرار ما حدث في البطولات القادمة فقد قرر الاتحاد إقامة آخر مباريات كل مجموعة في نفس التوقيت.

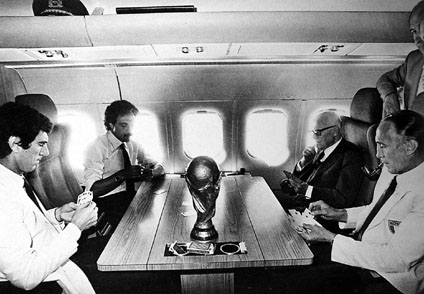
كأس العالم مع قائد المنتخب الإيطالي دينو زوف.

أما المجموعة الثالثة فقد شهدت خسارة عمالقة الأرجنتين أمام منتخب بلجيكا وبرغم ذلك صعد الفريقين للدور الثاني على حساب منتخبي المجر والسلفادور الذي خسر على أيدي منتخب المجر عشرة أهداف لهدف.
وشهدت المجموعة الرابعة رقماً قياسياً لمنتخب إنجلترا الذي أحرز هدفه الأول في مرمى منتخب فرنسا بعد مرور 27 ثانية فقط وانتهى اللقاء بفوز إنجلترا بنتيجة 3-1، وصعد من هذه المجموعة منتخبي إنجلترا وفرنسا على حساب منتخبي تشيكوسلوفاكيا والكويت، وشهدت هذه المجموعة واقعة غريبة في مباراة الكويت وفرنسا فبعد أن أحرز ألاين غيريسي هدفاً لمنتخبه الفرنسي في مرمى الكويت التي لم تستكمل اللعب بعد أن سمعت صافرة اعتقدت أنها من حكم اللقاء السوفيتي شتوبار، إلا أن اللعب لم يستكمل فقد نزل الشيخ فهد الأحمد الصباح رئيس الاتحاد الكويتي لكرة القدم وشقيق أمير الكويت واحتج على الهدف الذي أحرزه ألاين غيريسي في مرمى الكويت وأمر لاعبيه بمغادرة الملعب إلا أن المباراة استكملت مسارها وانتهت بفوز فرنسا بأربعة أهداف لهدف، وفقد الحكم السوفيتي ستوبار ثقة الاتحاد الدولي لكرة القدم في مقدرته التحكيمية.
و صعد عن المجموعة الخامسة منتخبي إيرلندا الشمالية وأسبانيا بفارق الأهداف عن يوغوسلافيا وقد قدم المنتخب الأسباني أداء دون المستوى في هذه البطولة وصعد بشق الأنفس للدور الثاني وأثار غضب الجميع في أسبانيا.
كانت أعين الجميع على البرازيل وعلى نجومه زيكو وفالكاو والعديد من النجوم الآخرين، واستطاع أن يفوز في كل مباريات البطولة ففاز على الاتحاد السوفيتي بهدفين لهدف وعلى منتخب نيوزيلندا بأربعة أهداف نظيفة وعلى منتخب اسكتلندا بأربعة أهداف لهدف واحد وصعد بسهولة للدور الثاني مع منتخب الاتحاد السوفيتي.
كما شهدت هذه البطولة الاستخدام الأول لركلات الترجيح في كأس العالم، وذلك في مباراة فرنسا وألمانيا في نصف النهائي التب انتهت بالتعادل 3-3، ثم حُسمت ركلات الترجيح لصالح ألمانيا 5-4.

## الجولة الأولى

### المجموعة 1
| فريق      | لعب | ف | ت | خ | له | عليه | ف.أ | نقاط |
| --------- | --- | - | - | - | -- | ---- | --- | ---- |
| بولندا    | 3   | 1 | 2 | 0 | 5  | 1    | 4+  | 4    |
| إيطاليا   | 3   | 0 | 3 | 0 | 2  | 2    | 0   | 3    |
| الكاميرون | 3   | 0 | 3 | 0 | 1  | 1    | 0   | 3    |
| بيرو      | 3   | 0 | 2 | 1 | 2  | 6    | 4−  | 2    |

| إيطاليا | 0 - 0 | بولندا |
| ------- | ----- | ------ |
|         |       |        |

.
| بيرو | 0 - 0 | الكاميرون |
| ---- | ----- | --------- |
|      |       |           |

| إيطاليا         | 1 - 1 | بيرو                  |
| --------------- | ----- | --------------------- |
| برونو كونتي 18' |       | روبن توريبيو دياز 83' |

.
| بولندا | 0 - 0 | الكاميرون |
| ------ | ----- | --------- |
|        |       |           |

| بولندا | 5 - 1 | بيرو                 |
| --- | ----- | -------------------- |
| فلودزميزيرز سمولاريك 55' · غجيغوج لاتو 58' · زبيغنيو بونيك 61' · أندرزي بونكول 68' · فلودزميزيرز كيوليك 76' |       | غويليرمو لا روزا 83' |

.
| إيطاليا                 | 1 - 1 | الكاميرون         |
| ----------------------- | ----- | ----------------- |
| فرانشيسكو غراتسياني 60' |       | غريغوار مبيدا 61' |

### المجموعة 2
| فريق            | لعب | ف | ت | خ | له | عليه | ف.أ | نقاط |
| --------------- | --- | - | - | - | -- | ---- | --- | ---- |
| ألمانيا الغربية | 3   | 2 | 0 | 1 | 6  | 3    | 3+  | 4    |
| النمسا          | 3   | 2 | 0 | 1 | 3  | 1    | 2+  | 4    |
| الجزائر         | 3   | 2 | 0 | 1 | 5  | 5    | 0   | 4    |
| تشيلي           | 3   | 0 | 0 | 3 | 3  | 8    | 5−  | 0    |

| الجزائر                        | 2 - 1 | ألمانيا الغربية         |
| ------------------------------ | ----- | ----------------------- |
| رابح ماجر 54' · لخضر بلومي 68' |       | كارل-هاينتس رومنيغه 67' |

.
| النمسا             | 1 - 0 | تشيلي |
| ------------------ | ----- | ----- |
| والتر ستشاتشنر 22' |       |       |

| ألمانيا الغربية                                     | 4 - 1 | تشيلي               |
| --------------------------------------------------- | ----- | ------------------- |
| كارل-هاينتس رومنيغه 6'، 57'، 66' · أوفه رايندرس 83' |       | غوستافو موسكوسو 90' |

.
| النمسا                               | 2 - 0 | الجزائر |
| ------------------------------------ | ----- | ------- |
| والتر ستشاتشنر 55' · هانس كرانكل 67' |       |         |

| الجزائر                               | 3 - 2 | تشيلي                                                     |
| ------------------------------------- | ----- | --------------------------------------------------------- |
| صالح عصاد 7'، 31' · تاج بن سحاولة 35' |       | ميغل أنغل نيرا 59' (ركلة جزاء) · خوان كارلوس ليتيليير 73' |

.
| ألمانيا الغربية  | 1 - 0 | النمسا |
| ---------------- | ----- | ------ |
| هورست هروبيش 10' |       |        |

.

### المجموعة 3
| فريق      | لعب | ف | ت | خ | له | عليه | ف.أ | نقاط |
| --------- | --- | - | - | - | -- | ---- | --- | ---- |
| بلجيكا    | 3   | 2 | 1 | 0 | 3  | 1    | 2+  | 5    |
| الأرجنتين | 3   | 2 | 0 | 1 | 6  | 2    | 4+  | 4    |
| المجر     | 3   | 1 | 1 | 1 | 12 | 6    | 6+  | 3    |
| السلفادور | 3   | 0 | 0 | 3 | 1  | 13   | 12− | 0    |

| الأرجنتين | 0 - 1 | بلجيكا               |
| --------- | ----- | -------------------- |
|           |       | إروين فاندينبيرغ 62' |

.
| المجر | 10 - 1 | السلفادور               |
| --- | ------ | ----------------------- |
| تيبور نيلاسي 4'، 83' · غابور بولوسكي 11' · لازلو فازيكاس 23'، 54' · جوزيف توث 50' · لازلو كيس 69'، 72'، 76' · لازار سزينتس 70' |        | لويس راميريز زاباتا 64' |

| الأرجنتين                                                           | 4 - 1 | المجر             |
| ------------------------------------------------------------------- | ----- | ----------------- |
| دانييل بيرتوني 26' · دييغو مارادونا 28'، 57' · أوزفالدو أرديليس 60' |       | غابور بولوسكي 76' |

.
| بلجيكا        | 1 - 0 | السلفادور |
| ------------- | ----- | --------- |
| لودو كيوك 19' |       |           |

| بلجيكا                  | 1 - 1 | المجر           |
| ----------------------- | ----- | --------------- |
| ألكساندر زرنياتنسكي 76' |       | جوزيف فارغا 27' |

.
| الأرجنتين                                            | 2 - 0 | السلفادور |
| ---------------------------------------------------- | ----- | --------- |
| دانييل باساريلا 22' (ركلة جزاء) · دانييل بيرتوني 54' |       |           |

### المجموعة 4
| فريق          | لعب | ف | ت | خ | له | عليه | ف.أ | نقاط |
| ------------- | --- | - | - | - | -- | ---- | --- | ---- |
| إنجلترا       | 3   | 3 | 0 | 0 | 6  | 1    | 5+  | 6    |
| فرنسا         | 3   | 1 | 1 | 1 | 6  | 5    | 1+  | 3    |
| تشيكوسلوفاكيا | 3   | 0 | 2 | 1 | 2  | 4    | 2−  | 2    |
| الكويت        | 3   | 0 | 1 | 2 | 2  | 6    | 4−  | 1    |

| إنجلترا                               | 3 - 1 | فرنسا           |
| ------------------------------------- | ----- | --------------- |
| براين روبسون 1'، 67' · بول مارينر 83' |       | جيرار سوليه 24' |

.
| تشيكوسلوفاكيا                   | 1 - 1 | الكويت          |
| ------------------------------- | ----- | --------------- |
| أنتونين بانينكا 21' (ركلة جزاء) |       | فيصل الدخيل 57' |

.
| إنجلترا                                      | 2 - 0 | تشيكوسلوفاكيا |
| -------------------------------------------- | ----- | ------------- |
| تريفور فرانسيس 62' · جوزيف بارموس 66' (ه.ذ.) |       |               |

.
| فرنسا                                                                       | 4 - 1 | الكويت               |
| --------------------------------------------------------------------------- | ----- | -------------------- |
| بيرنارد جينغيني 31' · ميشيل بلاتيني 43' · ديديه سيكس 48' · ماكسيم بوسيس 89' |       | عبد الله البلوشي 75' |

.
| فرنسا          | 1 - 1 | تشيكوسلوفاكيا       |
| -------------- | ----- | ------------------- |
| ديديه سيكس 66' |       | أنتونين بانينكا 84' |

.
| إنجلترا            | 1 - 0 | الكويت |
| ------------------ | ----- | ------ |
| تريفور فرانسيس 27' |       |        |

.

### المجموعة 5
| فريق             | لعب | ف | ت | خ | له | عليه | ف.أ | نقاط |
| ---------------- | --- | - | - | - | -- | ---- | --- | ---- |
| أيرلندا الشمالية | 3   | 1 | 2 | 0 | 2  | 1    | 1+  | 4    |
| إسبانيا          | 3   | 1 | 1 | 1 | 3  | 3    | 0   | 3    |
| يوغوسلافيا       | 3   | 1 | 1 | 1 | 2  | 2    | 0   | 3    |
| هندوراس          | 3   | 0 | 2 | 1 | 2  | 3    | 1−  | 2    |

| إسبانيا              | 1:1 | هندوراس       |
| -------------------- | --- | ------------- |
| روبرتو لوبيز إيفارتي |     | هيكتور زيلايا |

.
| يوغوسلافيا | 0:0 | أيرلندا الشمالية |
| ---------- | --- | ---------------- |
|            |     |                  |

.
| إسبانيا                          | 1:2 | يوغوسلافيا   |
| -------------------------------- | --- | ------------ |
| خوان غوميز غونزاليس إنريكه ساورا |     | إيفان غوديلي |

.
| هندوراس       | 1:1 | أيرلندا الشمالية |
| ------------- | --- | ---------------- |
| أنتونيو لاينغ |     | جيري أرمسترونغ   |

.
| يوغوسلافيا        | 0:1 | هندوراس |
| ----------------- | --- | ------- |
| فلاديمير بتروفيتش |     |         |

.
| أيرلندا الشمالية | 0:1 | إسبانيا |
| ---------------- | --- | ------- |
| جيري أرمسترونغ   |     |         |

.

### المجموعة 6
| فريق             | لعب | ف | ت | خ | له | عليه | ف.أ | نقاط |
| ---------------- | --- | - | - | - | -- | ---- | --- | ---- |
| البرازيل         | 3   | 3 | 0 | 0 | 10 | 2    | 8+  | 6    |
| الاتحاد السوفيتي | 3   | 1 | 1 | 1 | 6  | 4    | 2+  | 3    |
| إسكتلندا         | 3   | 1 | 1 | 1 | 8  | 8    | 0   | 3    |
| نيوزيلندا        | 3   | 0 | 0 | 3 | 2  | 12   | 10− | 0    |

| البرازيل    | 1:2 | الاتحاد السوفيتي |
| ----------- | --- | ---------------- |
| سقراط إيدير |     | أندري بال        |

.
| إسكتلندا                                                | 2:5 | نيوزيلندا            |
| ------------------------------------------------------- | --- | -------------------- |
| كيني دالغليش جون وارك جون نيلسون روبرتسون ستيف أركيبالد |     | ستيف سومنر ستيف وودن |

.
| البرازيل                          | 1:4 | إسكتلندا   |
| --------------------------------- | --- | ---------- |
| زيكو أوسكار بيرناردي إيدير فالكاو |     | ديفيد ناري |

.
| الاتحاد السوفيتي                         | 0:3 | نيوزيلندا |
| ---------------------------------------- | --- | --------- |
| يوري غافريلوف أوليغ بلوخين سيرجي بالتاشا |     |           |

.
| إسكتلندا                | 2:2 | الاتحاد السوفيتي                 |
| ----------------------- | --- | -------------------------------- |
| جوي جوردان غرايام سونيس |     | ألكساندر تشيفادزه راماز شينغيليا |

.
| البرازيل                     | 0:4 | نيوزيلندا |
| ---------------------------- | --- | --------- |
| زيكو فالكاو سيرجينيو تشولابا |     |           |

.

## الدور الثاني

### المجموعة أ
| فريق             | لعب | ف | ت | خ | له | عليه | ف.أ | نقاط |
| ---------------- | --- | - | - | - | -- | ---- | --- | ---- |
| بولندا           | 2   | 1 | 1 | 0 | 3  | 0    | 3+  | 3    |
| الاتحاد السوفيتي | 2   | 1 | 1 | 0 | 1  | 0    | 1+  | 3    |
| بلجيكا           | 2   | 0 | 0 | 2 | 0  | 4    | 4−  | 0    |

| بولندا        | 0:3 | بلجيكا |
| ------------- | --- | ------ |
| زبيغنيو بونيك |     |        |

.
| الاتحاد السوفييتي | 0:1 | بلجيكا |
| ----------------- | --- | ------ |
| خورين أوغانيسيان  |     |        |

.
| الاتحاد السوفييتي | 0:0 | بولندا |
| ----------------- | --- | ------ |
|                   |     |        |

.

### المجموعة ب
| فريق            | لعب | ف | ت | خ | له | عليه | ف.أ | نقاط |
| --------------- | --- | - | - | - | -- | ---- | --- | ---- |
| ألمانيا الغربية | 2   | 1 | 1 | 0 | 2  | 1    | 1+  | 3    |
| إنجلترا         | 2   | 0 | 2 | 0 | 0  | 0    | 0   | 2    |
| إسبانيا         | 2   | 0 | 1 | 1 | 1  | 2    | 1−  | 1    |

| ألمانيا | 0:0 | إنجلترا |
| ------- | --- | ------- |
|         |     |         |

.
| ألمانيا                     | 1:2 | إسبانيا            |
| --------------------------- | --- | ------------------ |
| بيير ليتباريسكي كلاوس فيتشر |     | خيسوس ماريا زامورا |

.
| إنجلترا | 0:0 | إسبانيا |
| ------- | --- | ------- |
|         |     |         |

.

### المجموعة ج
| فريق      | لعب | ف | ت | خ | له | عليه | ف.أ | نقاط |
| --------- | --- | - | - | - | -- | ---- | --- | ---- |
| إيطاليا   | 2   | 2 | 0 | 0 | 5  | 3    | 2+  | 4    |
| البرازيل  | 2   | 1 | 0 | 1 | 5  | 4    | 1+  | 2    |
| الأرجنتين | 2   | 0 | 0 | 2 | 2  | 5    | 3−  | 0    |

| إيطاليا                       | 1:2 | الأرجنتين       |
| ----------------------------- | --- | --------------- |
| ماركو تارديلي أنتونيو كابريني |     | دانييل باساريلا |

.
| البرازيل                                | 1:3 | الأرجنتين  |
| --------------------------------------- | --- | ---------- |
| زيكو سيرجينهو تشولابا ليوفيغيلدو جونيور |     | رامون دياز |

.
| إيطاليا    | 2:3 | البرازيل     |
| ---------- | --- | ------------ |
| باولو روسي |     | سقراط فالكاو |

.

### المجموعة د
| فريق             | لعب | ف | ت | خ | له | عليه | ف.أ | نقاط |
| ---------------- | --- | - | - | - | -- | ---- | --- | ---- |
| فرنسا            | 2   | 2 | 0 | 0 | 5  | 1    | 4+  | 4    |
| النمسا           | 2   | 0 | 1 | 1 | 2  | 3    | 1−  | 1    |
| أيرلندا الشمالية | 2   | 0 | 1 | 1 | 3  | 6    | 3−  | 1    |

| فرنسا           | 0:1 | النمسا |
| --------------- | --- | ------ |
| بيرنارد جينغيني |     |        |

.
| النمسا                       | 2:2 | إيرلندا الشمالية |
| ---------------------------- | --- | ---------------- |
| برونو بيزي رينهولد هينترماير |     | بيلي هاميلتون    |

.
| فرنسا                                      | 1:4 | إيرلندا الشمالية |
| ------------------------------------------ | --- | ---------------- |
| ألاين غيريسي دومينيك روتشيتيو ألاين غيريسي |     | جيري أرمسترونغ   |

.

### نصف النهائي
| إيطاليا    | 0:2 | بولندا |
| ---------- | --- | ------ |
| باولو روسي |     |        |

.
| ألمانيا                                   | 3:3 (4:5) | فرنسا                                    |
| ----------------------------------------- | --------- | ---------------------------------------- |
| بيير ليتباريسكي كارل رومينيغه كلاوس فيتشر |           | ميشيل بلاتيني ماريوس تريسور ألاين غيريسي |

.

### مباراة تحديد المركز الثالث
| بولندا                                      | 2:3 | فرنسا                    |
| ------------------------------------------- | --- | ------------------------ |
| أندري زارماخ ستيفان مايوفسكي يانوش كوبيسويز |     | ريني جيرارد ألاين كوريول |

.

### النهائي
| إيطاليا                                    | 1:3 | ألمانيا    |
| ------------------------------------------ | --- | ---------- |
| باولو روسي ماركو تارديلي ألساندرو ألتوبيلي |     | بول بريتنر |

## ترتيب المنتخبات حسب النقاط والأهداف
| الترتيب | المنتخب          | فاز | تعادل | خسر | نقط | له  | عليه | فرق |
| ------- | ---------------- | --- | ----- | --- | --- | --- | ---- | --- |
| 1       | إيطاليا          | 4   | 3     | 0   | 11  | 12  | 6    | 6   |
| 2       | ألمانيا الغربية  | 3   | 2     | 2   | 8   | 12  | 10   | 2   |
| 3       | بولندا           | 3   | 3     | 1   | 9   | 11  | 5    | 6   |
| 4       | فرنسا            | 3   | 2     | 2   | 8   | 16  | 12   | 4   |
| 5       | البرازيل         | 4   | 0     | 1   | 8   | 15  | 6    | 9   |
| 6       | إنجلترا          | 3   | 2     | 0   | 8   | 6   | 1    | 5   |
| 7       | الاتحاد السوفيتي | 2   | 2     | 1   | 6   | 7   | 4    | 3   |
| 8       | النمسا           | 2   | 1     | 2   | 5   | 5   | 4    | 1   |
| 9       | أيرلندا الشمالية | 1   | 3     | 1   | 5   | 5   | 7    | 2-  |
| 10      | بلجيكا           | 2   | 1     | 2   | 5   | 3   | 5    | 2-  |
| 11      | الأرجنتين        | 2   | 0     | 3   | 4   | 8   | 7    | 1   |
| 12      | إسبانيا          | 1   | 2     | 2   | 4   | 4   | 5    | 1-  |
| 13      | الجزائر          | 2   | 0     | 1   | 4   | 5   | 5    | 0   |
| 14      | المجر            | 1   | 1     | 1   | 3   | 12  | 6    | 6   |
| 15      | اسكتلندا         | 1   | 1     | 1   | 3   | 8   | 8    | 0   |
| 16      | يوغسلافيا        | 1   | 1     | 1   | 3   | 2   | 2    | 0   |
| 17      | الكاميرون        | 0   | 3     | 0   | 3   | 1   | 1    | 0   |
| 18      | هندوراس          | 0   | 2     | 1   | 2   | 2   | 3    | 1-  |
| 19      | تشيكسلوفاكيا     | 0   | 2     | 1   | 2   | 2   | 4    | 2-  |
| 20      | بيرو             | 0   | 2     | 1   | 2   | 2   | 6    | 4-  |
| 21      | الكويت           | 0   | 1     | 2   | 1   | 2   | 6    | 4-  |
| 22      | تشيلي            | 0   | 0     | 3   | 0   | 3   | 8    | 5-  |
| 23      | نيوزيلاندا       | 0   | 0     | 3   | 0   | 2   | 12   | 10- |
| 24      | السلفادور        | 0   | 0     | 3   | 0   | 1   | 13   | 12- |
| ***     | المجموع          | 35  | 17    | 35  | *** | 146 | 146  | 0   |

ملحوظة: الخطوط الزرقاء تفصل ما بين الأدوار التي تقصى فيها الفرق.

## وصلات خارجية
- بطولة كأس العالم لكرة القدم 1982.
- الاتحاد الرياضي الدولي للإحصاء.